# Nero Claudius Drusus
Nero Claudius Drusus Germanicus (I. e. 38. január 14. – I. e. 9 nyara), vagy Idősebb Drusus (Drusus Maior) római államférfi és hadvezér. A patrícius Claudia nemzetségből származott, de anyai nagyanyja plebeius volt. Anyja, Livia Drusilla elvált Drusus apjától, majd feleségül ment Octavianushoz (a későbbi Augustus császárhoz), aki örökbe fogadta Drusust. Balesetben bekövetkezett haláláig ő volt a császári trón várományosa, amely így bátyjára, Tiberiusra maradt. Vérszerinti leszármazottai közül ketten váltak a birodalom császáraivá: fia, Claudius; unokája, Caligula; (illetve Claudius fogadott fia, Nero, de ő nem vérszerinti) .
Drusus vezette az első jelentős római hadjáratokat a Rajnán túlra és megkezdte Germánia meghódítását. Ő volt az első római hadvezér, aki elérte az Elbát és a Wesert. I. e. 12-ben meghódoltatta a sicambrusok törzsét, majd az Északi-tenger mentén kiterjesztette a római uralmai a batavusokra, a frisiusokra és a chaucusokra. I. e. 11-ben a marsusokat, 10-ben a chattusokat és a lázadó sicambereket győzte le. A következő évben consuli tisztséget is viselt és meghódoltatta a markomannokat és az Elba-menti cheruscusokat. Hadjárata közben azonban leesett a lováról és súlyos sérüléseibe néhány héttel később belehalt.

## Származása
Drusus apja Tiberius Claudius Nero, anyja Livia Drusilla volt. Octavianus, a Római Köztársaság erős embere beleszeretett Liviába, amikor az még terhes volt Drususszal, maga is elvált feleségétől és miután Livia is elvált, i. e. 38. január 17-én összeházasodtak, Előtte még Ti. Claudius Nero elismerte apaságát a még meg nem született gyermeknél. A pletykák szerint valódi apja Octavianus volt; ezt hivatalosan soha nem erősítették meg, bár később Claudius császár szívesen hivatkozott rájuk, hogy még inkább megerősítse Augustushoz fűződő rokoni kapcsolatait.
Drusus három hónappal az esküvőt követően született, elvileg i. e. 38 március közepe és április közepe között. Suetonius szerint azonban Claudius császár ugyanazon a napon, január 14-én emlékezett meg apja és anyai nagyapja, Marcus Antonius születésnapjáról, a két nap közötti különbséget pedig Caesar naptárreformjával magyarázta, mondván hogy a régi naptár szerint egyazon napon lett volna a születésnapjuk. Eszerint Drusus március 28-án születhetett. Egy másik elképzelés szerint viszont a három hónap nem az esküvő, hanem az eljegyzés utánra vonatkozik, így mégis január 14 a valódi születésnap. Ovidius Fasti c. művéből a január 13-i dátumot vezették le.
Suetonius szerint születéskor kapott előneve (praenomen) a Decimus volt. Később azonban megváltoztatta Nerora, ami apai leszármazási vonalára utal. Utónevét (cognomen), a Drusust anyja után kapta (A Drususok a Livia gens egyik ága voltak). Abban az időben mindkét választás szokatlannak számított.
Drusus és bátyja, Tiberius apjuk házában nevelkedtek, egészen annak haláláig. A testvérek szoros baráti kapcsolatot ápoltak egymással, amely felnőttkorukig, Drusus haláláig tartott. Egymásról nevezték el első fiukat, annak ellenére, hogy az akkori szokás szerint a fiúk apjuk vagy nagyapjuk nevét kapták.

## Házassága

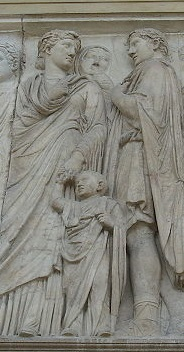
Drusus; felesége, Antonia és fiuk, Germanicus domborműve a Béke oltárán

Drusus Antoniát, Marcus Antonius és Octavianus nővérének, Octaviának a lányát vette feleségül. Feleségéhez mindvégig hűséges maradt. Gyermekeik közül hármat ismerünk név szerint: Germanicust, Claudiust és Livillát. Legalább két másik gyerekük fiatalon meghalt. Drusus halála után Antonia nem házasodott újra, pedig majdnem öt évtizeddel élte túl férjét. Leszármazottaik közül hárman kerültek a császári trónra: Claudius, unokájuk Caligula és dédunokájuk, Nero.

## Pályafutása
Augustus gondoskodott mostohafiai előrejutásáról. I. e. 19-ben Drusus öt éves kedvezményt kapott a közhivatalok betöltésénél kötelező korhatárból. Amikor i. e. 16-ban a praetori hivatalt betöltő Tiberius elhagyta Itáliát, őt nevezték ki a helyére. A következő évben quaestorrá választották és az alpesi Raetiában garázdálkodó rablóbandák ellen küldték. Drusus visszaverte a támadásaikat, de az offenzívához Tiberius segítségét kérte; együttesen már könnyedén győzelmet arattak.
I. e. 15-ben Galliába küldték, hogy mint legatus Augusti pro praetore (praetori jogkörrel felruházott császári küldött, gyakorlatilag kormányzó) felügyelje a három itteni provinciát. A gazdaságra, közigazgatásra gyakorolt hatását mutatja, hogy róla nevezték el a Samarobrivában (ma Amiens) és a tungrus törzs körében használt, 33,3 cm hosszúságú hosszmértéket, a drususi lábat (pes Drusianus). I. e. 14-13-ban maga a császár is Galliában tartózkodott; vagy Lugdunumban (ma Lyon) vagy a rajnai határvidéken.
Gallia kormányzójaként Drusus is Lugdunumban élt. I. e. 14-12 körül itt állította fel a gall provinciák tanácsát (concilium Galliarum) A tanács választotta meg többek között azt a papot aki minden augusztus 1-én áldozott Roma istennőnek és Augustusnak a Drusus által építtetett "három Gallia oltáránál" (Ara trium Galliarum. Drusus második fia, Tiberius (a leendő Claudius császár) azon a napon született Lugdunumban, amelyiken az oltárt felszentelték.

### A germániai hadjáratok

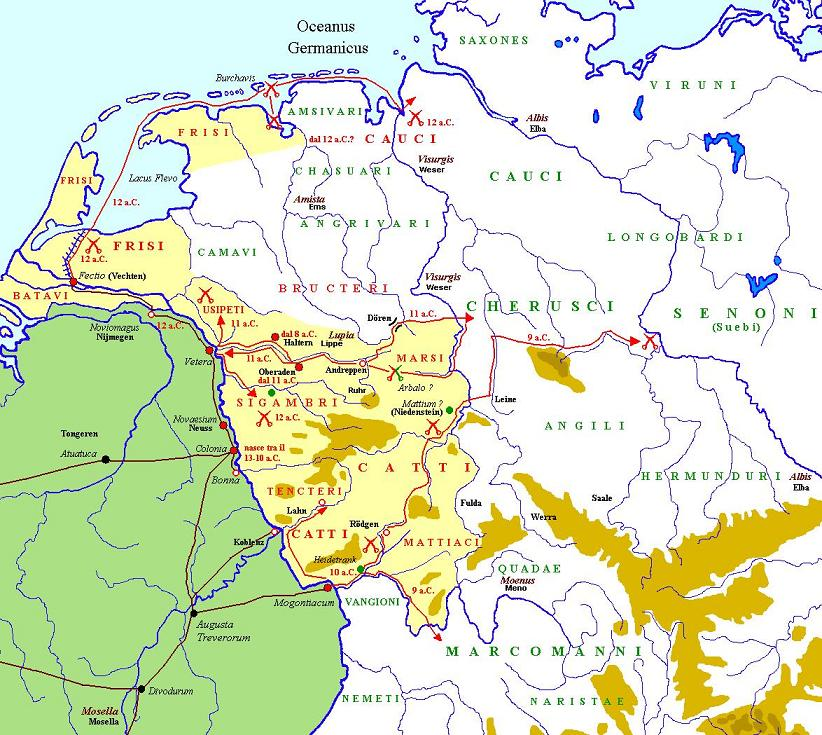
Drusus hadjáratai a germán törzsek ellen, i.e. 9-12. között

Drusus már i. e. 14-ben elkezdett szervezni egy hadjáratot a Rajnán túli germán törzsek ellen. A folyó mentém erődök láncolatát hozta létre (Florus szerint ötvenet) és szövetséget kötött a torkolat közelében élő batavusokkal. Becslések szerint hét légióval rendelkezett. I. e. 12 tavaszán az erre a célra ásatott csatornák segítségével a mai Nijmegen környékén behajózott egy expedíciós hadtestet (talán a Legio I Germanica és V Alaudae katonáit) a korábban épített flottába. Az Északi-tenger partjai mentén áthajózott az Ems torkolatához és benyomult a chaucus törzs területére. A meglepett chaucusok megadták magukat és katonai szövetséget kötöttek Rómával, amit a későbbiekben be is tartottak. Az Emsen fölfelé haladva a bructerusok csónakokon támadták meg a római hajókat, de visszaverték őket. Ekkor azonban már késő ősz volt és Drusus inkább visszatért Galliába, téli táborába. Útközben a tengeren a szövetséges frisiusok kalauzolták őket.
Drusus télre visszautazott Rómába, ahol a sikeres hadjáratáért praetor urbanus-i kinevezést kapott az i. e. 11-es évre. Merészsége – légiók átszállítása az Északi-tengeren, új területek meghódítása és új népek meghódoltatása – nagy lelkesedést keltettek és tetteit pénzérmék kibocsátásával is megörökítették.
Drusus nem bírt megmaradni Rómában. Hiába volt a Város praetora, tavasszal ismét a Rajnához utazott. Ezúttal öt légióval (I Germanica, V Alaudae, XVII, XVIII, XIX)  indult el Veterából (ma Xanten), hogy miután hidat vert a Rajna jobb oldali mellékfolyóján, a Lippén, benyomuljon Germania mélyére. Itt a tencterusokkal és usipetekkel találkozott, akiket külön-külön csatában megvert. Ősz közepére a Werra folyóig jutott, amikor is a közelgő tél, fogytán levő készletei és a rossz ómenek miatt visszafordult. Hazafelé a cheruscusok egy Arbalo nevű helyen csapdát állítottak neki, de a germánok nem tudták kihasználni kezdeti előnyüket, a rómaiak áttörtek a soraikon és megfutamították őket. Drusust ezért a győzelméért katonái imperatorrá (nem császári rang, a győztes hadvezérnek kijáró kitüntető cím) kiáltották ki. Hogy fenntartsa a római jelenlétet, Drusus kisebb helyőrségeket hagyott hátra a germán törzsek földjén; például a cheruscusok területén a mai Haltern vagy Bergkamen mellett.
Drusus visszatért Lugdunumba, ahol felesége és gyermekei várták, majd a család Rómába utazott. Itt az ovatio kitüntetésében részesült, majd Augustus császár bezáratta a Ianus-templom kapuját, jelezve, hogy a birodalom immár sehol sem visel háborút. I. e 10-ben Drusus proconsuli hivatalt kapott. Ebben az évben a chattusok és a sicambrusok megtámadták Drusus táborát, de visszaverték őket. A rómaiak követték a menekülő ellenséget és a mai Mainznál, Rödgennél és Hedemündennél erődöt létesítettek útvonaluk biztosítására. A rómaiak folytonos zaklatásai miatt a Maroboduus által vezetett markomannok elhagyták korábbi szállásterületüket és átköltöztek a mai Csehország területére. Ez év nyarán Drusus megszakította hadjáratát és Lugdunumba utazott, ahol augusztus 1-én felszentelte a három gall provincia szentélyét. Az eseményen Augustus és Tiberius is részt vett (és ekkor született Drusus második fia, Claudius), majd ezt követően Drusus elkísérte őket Rómába.
Az i. e. 9-es consulválasztást nagy többséggel megnyerte, de ismét otthagyta a várost, még mielőtt elfoglalta volna hivatalát. Azért sietett, mert szerette volna elnyerni a legmagasabb és legritkább római katonai kitüntetést, a spolia opimát, ami annak a római consulnak ját, aki személyesen győzte le az ellenséges sereg vezérét. Útközben a galliai Andemantunnumban még felavatta Caesar Augustus templomát, majd Mainznál csatlakozott előző évben ott hagyott csapataihoz. Átvezette seregét a marsusok és cheruscusok területén és elérte az Elbát, majd átkelt a folyón. Itt állítólag megjelent előtte egy emberfeletti nagyságú germán asszony, aki latinul figyelmeztette, hogy ne merészkedjen tovább és hogy közel a halála. Drusus egy a mai Drezda vagy Magdeburg környékén egy emlékművel jelezte, hogy Augustus katonái elérték az Elba folyót, de aztán visszafordult.
Az összecsapások közben Drusus kereste a germán törzsfőket, hogy összemérje velük az erejét. A források nem egyértelműek, de arra utalnak, hogy végül megölt egy ellenséges királyt, így elvben megkaphatta volna a spolia opimát (negyedik és utolsó alkalommal Róma történetében).

## Halála

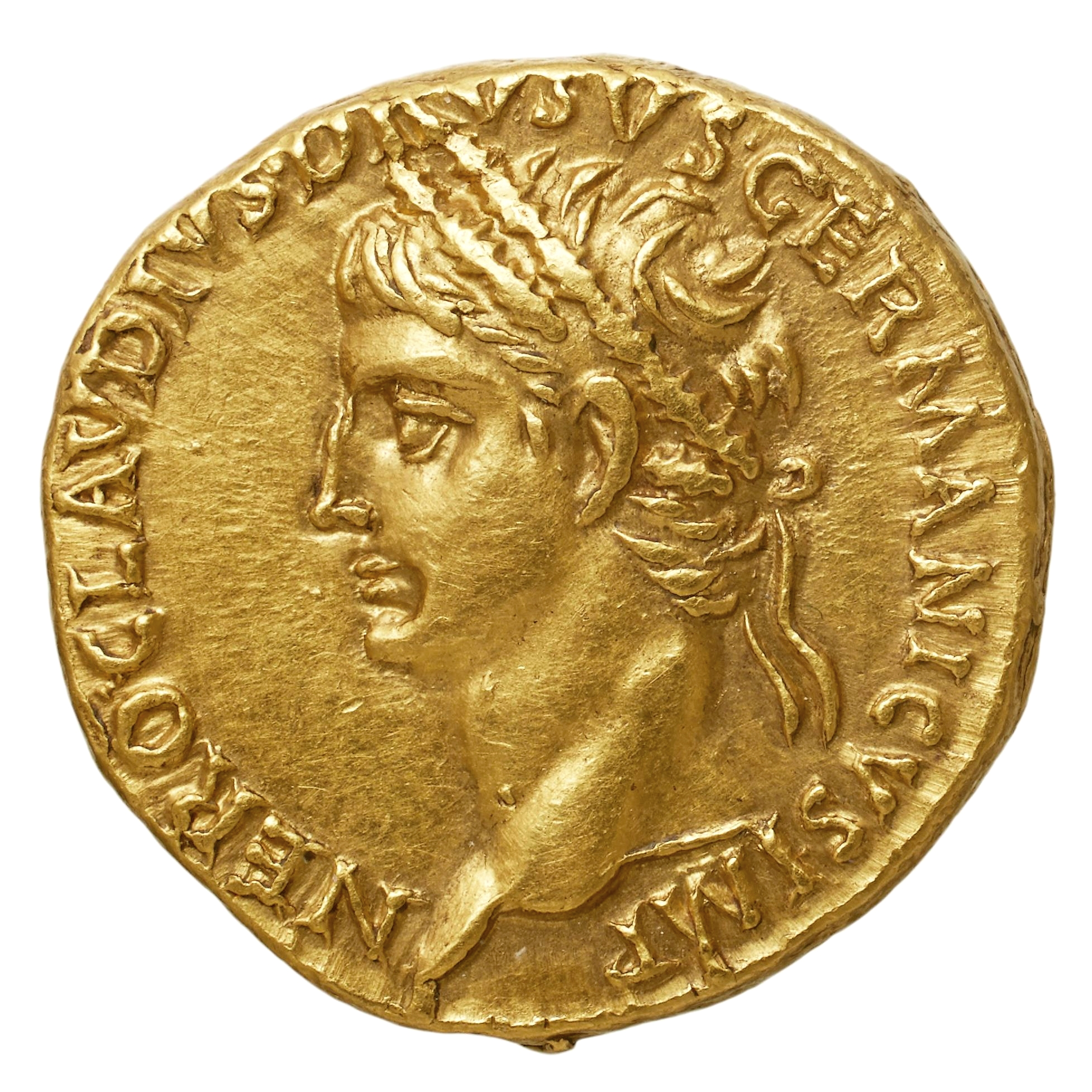
Claudius aureusa Drusus arcképével

Az Elbától hazatérőben Drusus leesett a lováról és súlyosan megsérült. Egy hónapig ágyban feküdt – ez alatt Tiberius is meglátogatta – majd a légiók nyári táborában meghalt.
Holttestét a provinciák előkelőségei vitték a vállukon. Rómában mint családtagot, Augustus mauzóleumában temették el. A légiók Mogontiacumban emlékművet állítottak számára, amely körül évenként felvonultak és ünnepi áldozatot mutattak be (ennek maradványai ma is láthatók). A szenátus számos egyéb megtiszteltetés között egy márványdiadalívet szavazott meg neki a Via Appián, valamint a Germanicus melléknevet, amelyet utódai is megörökölhettek. Ezt fián kívül unokája és dédunokája is használta. Augustus megírta életrajzát, ami azonban nem maradt fenn. A császár önéletrajzában (Res Gestae Divi Augusti) is megemlíti Drusus haditetteit, amikért uralkodóként maga aratta le a babérokat. Suetonius szerint szállongtak olyan pletykák, miszerint Augustus megmérgeztette Drusust, mert az nyíltan beszélt arról hogy hatalomra jutása után visszaállítja a köztársaságot; azonban semmi jele sem mutatkozott annak hogy Drusus kiesett volna nevelőapja kegyeiből, végig megmaradt trónörökösnek.
Miután i. sz 41-ben uralomra jutott, Claudius rendszeresen megemlékezett apjáról, például minden születésnapján (január 14-én) játékokat rendeztek az emlékére a Circus Maximusban, pénzt veretett az arcképével és felújították az Ara Pacis Augustae melletti emlékművet, amelyiken megtalálható volt Drusus szobra. Claudius építtetett egy utat Raetiába is azon az útvonalon amerre Drusus vonult; és ennek mentén megemlékeztek Drusus raetiai haditetteiről. Ezek a megemlékezések azonban Britannia meghódítása után megritkultak; Claudius inkább saját diadaláról emlékezett meg.

## Családfája
|  |  | Tiberius Claudius Nero | Tiberius Claudius Nero | Tiberius Claudius Nero | Tiberius Claudius Nero | Tiberius Claudius Nero | Tiberius Claudius Nero |                        |                        | Claudia                | Claudia                | Claudia    | Claudia    | Claudia              | Claudia              |                      |                      | Marcus Livius Drusus Claudianus | Marcus Livius Drusus Claudianus | Marcus Livius Drusus Claudianus | Marcus Livius Drusus Claudianus | Marcus Livius Drusus Claudianus | Marcus Livius Drusus Claudianus |                |                | Alfidia        | Alfidia        | Alfidia  | Alfidia  | Alfidia  | Alfidia  |  |  |  |  |  |  |
|  |  | Tiberius Claudius Nero | Tiberius Claudius Nero | Tiberius Claudius Nero | Tiberius Claudius Nero | Tiberius Claudius Nero | Tiberius Claudius Nero |                        |                        | Claudia                | Claudia                | Claudia    | Claudia    | Claudia              | Claudia              |                      |                      | Marcus Livius Drusus Claudianus | Marcus Livius Drusus Claudianus | Marcus Livius Drusus Claudianus | Marcus Livius Drusus Claudianus | Marcus Livius Drusus Claudianus | Marcus Livius Drusus Claudianus |                |                | Alfidia        | Alfidia        | Alfidia  | Alfidia  | Alfidia  | Alfidia  |  |  |  |  |  |  |
|  |  |                        |                        |                        |                        |                        |                        |                        |                        |                        |                        |            |            |                      |                      |                      |                      |                                 |                                 |                                 |                                 |                                 |                                 |                |                |                |                |          |          |          |          |  |  |  |  |  |  |
|  |  |                        |                        |                        |                        | Tiberius Claudius Nero | Tiberius Claudius Nero | Tiberius Claudius Nero | Tiberius Claudius Nero | Tiberius Claudius Nero | Tiberius Claudius Nero |            |            |                      |                      |                      |                      |                                 |                                 |                                 |                                 | Livia Drusilla                  | Livia Drusilla                  | Livia Drusilla | Livia Drusilla | Livia Drusilla | Livia Drusilla |          |          |          |          |  |  |  |  |  |  |
|  |  |                        |                        |                        |                        | Tiberius Claudius Nero | Tiberius Claudius Nero | Tiberius Claudius Nero | Tiberius Claudius Nero | Tiberius Claudius Nero | Tiberius Claudius Nero |            |            |                      |                      |                      |                      |                                 |                                 |                                 |                                 | Livia Drusilla                  | Livia Drusilla                  | Livia Drusilla | Livia Drusilla | Livia Drusilla | Livia Drusilla |          |          |          |          |  |  |  |  |  |  |
|  |  |                        |                        |                        |                        |                        |                        |                        |                        |                        |                        |            |            |                      |                      |                      |                      |                                 |                                 |                                 |                                 |                                 |                                 |                |                |                |                |          |          |          |          |  |  |  |  |  |  |
|  |  |                        |                        |                        |                        |                        |                        |                        |                        |                        |                        |            |            |                      |                      |                      |                      |                                 |                                 |                                 |                                 |                                 |                                 |                |                |                |                |          |          |          |          |  |  |  |  |  |  |
|  |  |                        |                        | Tiberius               | Tiberius               | Tiberius               | Tiberius               | Tiberius               | Tiberius               |                        |                        |            |            | Nero Claudius Drusus | Nero Claudius Drusus | Nero Claudius Drusus | Nero Claudius Drusus | Nero Claudius Drusus            | Nero Claudius Drusus            |                                 |                                 | Antonia Minor                   | Antonia Minor                   | Antonia Minor  | Antonia Minor  | Antonia Minor  | Antonia Minor  |          |          |          |          |  |  |  |  |  |  |
|  |  |                        |                        | Tiberius               | Tiberius               | Tiberius               | Tiberius               | Tiberius               | Tiberius               |                        |                        |            |            | Nero Claudius Drusus | Nero Claudius Drusus | Nero Claudius Drusus | Nero Claudius Drusus | Nero Claudius Drusus            | Nero Claudius Drusus            |                                 |                                 | Antonia Minor                   | Antonia Minor                   | Antonia Minor  | Antonia Minor  | Antonia Minor  | Antonia Minor  |          |          |          |          |  |  |  |  |  |  |
|  |  |                        |                        |                        |                        |                        |                        |                        |                        |                        |                        |            |            |                      |                      |                      |                      |                                 |                                 |                                 |                                 |                                 |                                 |                |                |                |                |          |          |          |          |  |  |  |  |  |  |
|  |  |                        |                        |                        |                        |                        |                        |                        |                        |                        |                        |            |            |                      |                      |                      |                      |                                 |                                 |                                 |                                 |                                 |                                 |                |                |                |                |          |          |          |          |  |  |  |  |  |  |
|  |  |                        |                        |                        |                        |                        |                        |                        |                        | Germanicus             | Germanicus             | Germanicus | Germanicus | Germanicus           | Germanicus           |                      |                      | Livilla                         | Livilla                         | Livilla                         | Livilla                         | Livilla                         | Livilla                         |                |                | Claudius       | Claudius       | Claudius | Claudius | Claudius | Claudius |  |  |  |  |  |  |

## Fordítás
- Ez a szócikk részben vagy egészben  a   Nero Claudius Drusus című angol Wikipédia-szócikk ezen változatának fordításán alapul.  Az eredeti cikk szerkesztőit annak laptörténete sorolja fel. Ez a jelzés csupán a megfogalmazás eredetét és a szerzői jogokat jelzi, nem szolgál a cikkben szereplő információk forrásmegjelöléseként.

| Elődei: Africanus Fabius Maximus és Iullus Antonius | Consul I. e. 9 collega: Titus Quinctius Crispinus Sulpicianus | Utódai: Caius Marcius Censorinus és Caius Asinius Gallus |